# Bosque da Saúde
Bosque da Saúde é um bairro localizado na Zona Sul de São Paulo, pertencente aos distritos da Saúde e da Cursino. É administrado pelas subprefeituras de Vila Mariana e Ipiranga.

## História
O bairro começou a ser loteado no início do século XX, em um período de expansão urbana de São Paulo. O nome "Bosque da Saúde" reflete a intenção de criar um espaço residencial tranquilo, com áreas verdes e qualidade de vida, características que ainda hoje são associadas ao bairro. A palavra "Saúde" remonta ao distrito ao qual o bairro pertence, que recebeu esse nome devido à construção da Capela de Nossa Senhora da Saúde no século XIX, um marco religioso e histórico da região.
O loteamento do bairro foi realizado por empresas imobiliárias que visavam atrair famílias de classe média e alta. A proximidade com o centro da cidade e a construção de vias importantes, como a Avenida Bosque da Saúde e a Avenida Jabaquara, foram fatores determinantes para o crescimento do bairro. A chegada da Linha 1-Azul do Metrô, com estações como Saúde e Praça da Árvore, também foi um marco no desenvolvimento da região, facilitando o acesso e impulsionando o mercado imobiliário.
O bairro passou por diversas transformações ao longo das décadas, preservando, no entanto, traços de sua história. Um dos marcos históricos do Bosque da Saúde é a Avenida Bosque da Saúde, que foi construída sobre um antigo riacho que cortava a região. Durante a década de 1960, o processo de canalização do riacho começou, com a instalação de grandes tubos que permaneceram no local por cerca de uma década antes de serem utilizados. Esses tubos, enquanto estavam parados, tornaram-se objetos de brincadeiras para as crianças, que os transformavam em "casas", "cabines de trem" e outros elementos imaginários.
A urbanização trouxe mudanças significativas, com a pavimentação das ruas e a construção de novas avenidas. No entanto, problemas como alagamentos ainda persistem em algumas áreas, especialmente em pontos baixos da região, o que muitos atribuem à inadequação da canalização do antigo riacho.

## Atualidade
O Bosque da Saúde é um bairro valorizado no mercado imobiliário de São Paulo, dependendo da localização e do tipo de imóvel. A proximidade com estações de metrô, como Saúde e Praça da Árvore, e a infraestrutura completa tornam o bairro atrativo para famílias e jovens profissionais. Além disso, a presença de condomínios modernos e casas tradicionais oferece opções diversificadas para diferentes perfis de moradores.
Conta com uma ampla rede de escolas públicas e privadas, atendendo desde a educação infantil até o ensino médio. Entre as instituições de destaque estão o Colégio Arquidiocesano, uma das escolas mais tradicionais da região. Oferece diversas opções culturais e de lazer. O bairro é conhecido por suas praças e ruas arborizadas, que proporcionam um ambiente tranquilo para caminhadas e atividades ao ar livre. O comércio local é vibrante, com padarias, restaurantes e lojas que atendem às necessidades diárias da comunidade. O bairro está bem servido na área da saúde, com hospitais e clínicas de referência nas proximidades.
É um bairro bem conectado, com fácil acesso a importantes vias, como a Avenida Bosque da Saúde, a Avenida Jabaquara e a Avenida Ricardo Jafet. A presença de estações de metrô, como Saúde e Praça da Árvore, facilita o deslocamento para outras regiões da cidade. O transporte público é complementado por linhas de ônibus que atendem ao bairro e arredores. Localizado nos distritos da Saúde e Vila Mariana, que possui um dos melhores Índices de Desenvolvimento Humano (IDH) da cidade de São Paulo. O IDH elevado reflete a qualidade de vida dos moradores, com destaque para a infraestrutura urbana, educação e acesso à saúde.